# Scratches: Arañazos Mortales
Scratches: Arañazos Mortales (originalmente Scratches) es un videojuego de terror de ordenador de aventura de misterio por el desarrollador del juego Nucleosys. Scratches: Arañazos Mortales es el primer juego de aventura comercial hecho totalmente en Argentina.

## Argumento
El juego cuenta la historia de la finca Blackwood en las afueras de Rothbury, un pequeño pueblo rural en Northumberland, Inglaterra en 1976. 
Originalmente propiedad de James T. Blackwood en 1963, la casa se pasa a Christopher Milton después que el señor Blackwood es acusado de asesinar a su esposa. Un par de días más tarde, el Sr. Blackwood muere de un ataque al corazón, aunque algunos en la ciudad comienzan los rumores de que podría haberse suicidado. La policía decide cerrar el caso dado que no hay evidencia de más a la izquierda. Poco después de la adquisición de la casa, Milton desaparece inexplicablemente en 1970 sin dejar rastro visible. 
El jugador asume el papel del próximo habitante de la casa, Michael Arthate, un autor que buscan la reclusión a trabajar en su próximo libro. Se mueve solamente para encontrar que la casa todavía se hace eco de su terrible pasado literalmente como rasguños se escuchan por todas partes, sobre todo en el sótano y chimeneas, y pronto se vuelve más interesado en investigar la historia de la casa de su escritura. 

### Final Original
Originalmente, el jugador tenía que usar el amuleto para matar a Robin, convirtiéndolo en un ser humano. Ellos mismos morirían si no eran capaces de descifrar el rompecabezas a cabo. El desarrollador líder Agustín Cordes dijo que el final era "completamente injusto en términos de diseño", y que fue abandonado posteriormente. 

### Última visita
En Cut edición del director del juego, una misión secundaria llamada "The Last Visit" continúa la narración de la que Michael había huido. Un periodista es enviado inmediatamente antes del Blackwood Manor será destruido. El lugar se ha convertido en una escena de la ruina; llena de pillaje, vandalismo y grafiti.

## Personajes
James Thomas Blackwood: Un excéntrico caballero, el señor Blackwood siempre había sido una figura prominente en Rothbury, su ciudad natal desde su niñez, siendo uno de los ingenieros de la construcción de mayor éxito en la región. 
Catalina Lydia Blackwood: mujer enigmática de James Blackwood, un profesor de Inglés en una escuela local en Rothbury. 
Christopher Edward Milton: Un íntimo amigo y médico desde hace mucho tiempo a la familia Blackwood. 
Eva Mariani: Miss Mariani, un inmigrante italiano y aspirante a fotógrafo profesional, era la criada de la familia Blackwood durante varios años. 
William Bailey: Sr. Bailey, un jefe de policía ya retirado, estuvo a cargo de la investigación de la muerte de Catalina Blackwood a principios de 1960. Estaba convencido de la culpabilidad del señor Blackwood, pero nunca fue capaz de condenarlo. 
Michael Arthate: Michael es un escritor de up-and-coming. Las ventas de su aclamada primera novela, Vanishing Town (una referencia a Dark Fall), le dejaron con la riqueza suficiente para adquirir una mansión victoriana imponente, un sueño de larga data de la suya. 
Jerry P. Carter: Un viejo amigo de Michael, y un agente de bienes raíces con éxito. 
Barbara Stiles: Michael contrató a Barbara como su asistente para que le ayudaran con cartas de admirador y ponerse en contacto con revistas de todo el mundo, ofreciéndoles sus cuentos. 

## Jugabilidad
Rasguños utiliza una perspectiva en primera persona para navegar alrededor de la casa. Usando solamente el ratón, el jugador puede acceder a varias habitaciones y otros lugares con el fin de resolver el misterio de tanto Blackwood y desapariciones de Milton. Cuenta con música y efectos especiales de sonido por la bodega ya desaparecida de ratas, que contribuyen a la temible ambiente vivido en la mansión, cripta, de efecto invernadero y de la iglesia. 
El juego está fuertemente influenciado por los Mitos de H. P. Lovecraft y varias referencias directas a las obras de Lovecraft hacen sus apariciones en Scratches: Arañazos Mortales. Hay referencias en el juego para el Necronomicón, De Vermis Mysteriis, la historia de Lovecraft "Las montañas de la locura", así como uno de los críticos del libro de Michael se llama r'yleh. Michael dice en el juego que acababa de mudarse a Rothbury de Providence, Rhode Island, la ciudad natal de Lovecraft. 

## Salida
Scratches: Arañazos Mortales fue lanzado por primera vez en América del Norte el 8 de marzo de 2006 hasta el editor de juegos Got Game Entretenimiento. Sin embargo, Nucleosys tenía planes de lanzar varias versiones del juego internacionales en todo el mundo. 
Una versión alemana del juego está disponible desde marzo de 2006 (publicado por Rondomedia), al igual que la versión italiana Graffi Mortali (publicado por Power Up). Una versión griega del juego también está disponible. 
Una versión rusa del juego ha estado disponible desde mayo de 2006 (publicado por Russobit-M).
La versión española del juego (Scratches: Arañazos Mortales) fue anunciada pero nunca se completó. 
Nucleosys en 2007 lanzaron una versión de "El montaje del director" de los rasguños, que incluye un final alternativo y dos horas más de juego. Además de sonido remasterizado, gráficos y más.
Había planes para crear un Comentario Directores con algunas características adicionales, pero como consecuencia de la parada Nucleosys, no serán publicados. 
La versión de "El montaje del director" fue lanzado en Microsoft Windows el 20 de abril de 2011. 
Se planearon versiones para Linux y Mac OS X, pero nunca fueron puestos en libertad antes de la desaparición de los desarrolladores. 

## Recepción de la Crítica
Scratches: Arañazos Mortales recibió críticas mixtas, pero en general alcanzaron un promedio de puntuación más alta en la mayoría de los sitios de revisión. Lo más notable es GameSpot le dio al juego un 3.9 e IGN le dio un 7,7, haciendo hincapié en los juegos críticas mixtas. 

## Legado
Después Nucleosys salió del negocio, Agustín Cordes se encendería encontrando Senscape, que están desarrollando actualmente Asylum videojuego de terror después de una exitosa campaña de Kickstarter micromecenazgo.